# Chemin de fer Carouge - Croix-de-Rozon
Pour les articles homonymes, voir Rozon.
Le Chemin de fer Carouge - Croix-de-Rozon (CCR), est une ligne de tramway du canton de Genève, supprimée en 1952 et reliant Carouge à la Croix-de-Rozon, puis Collonges-sous-Salève. 

## Histoire

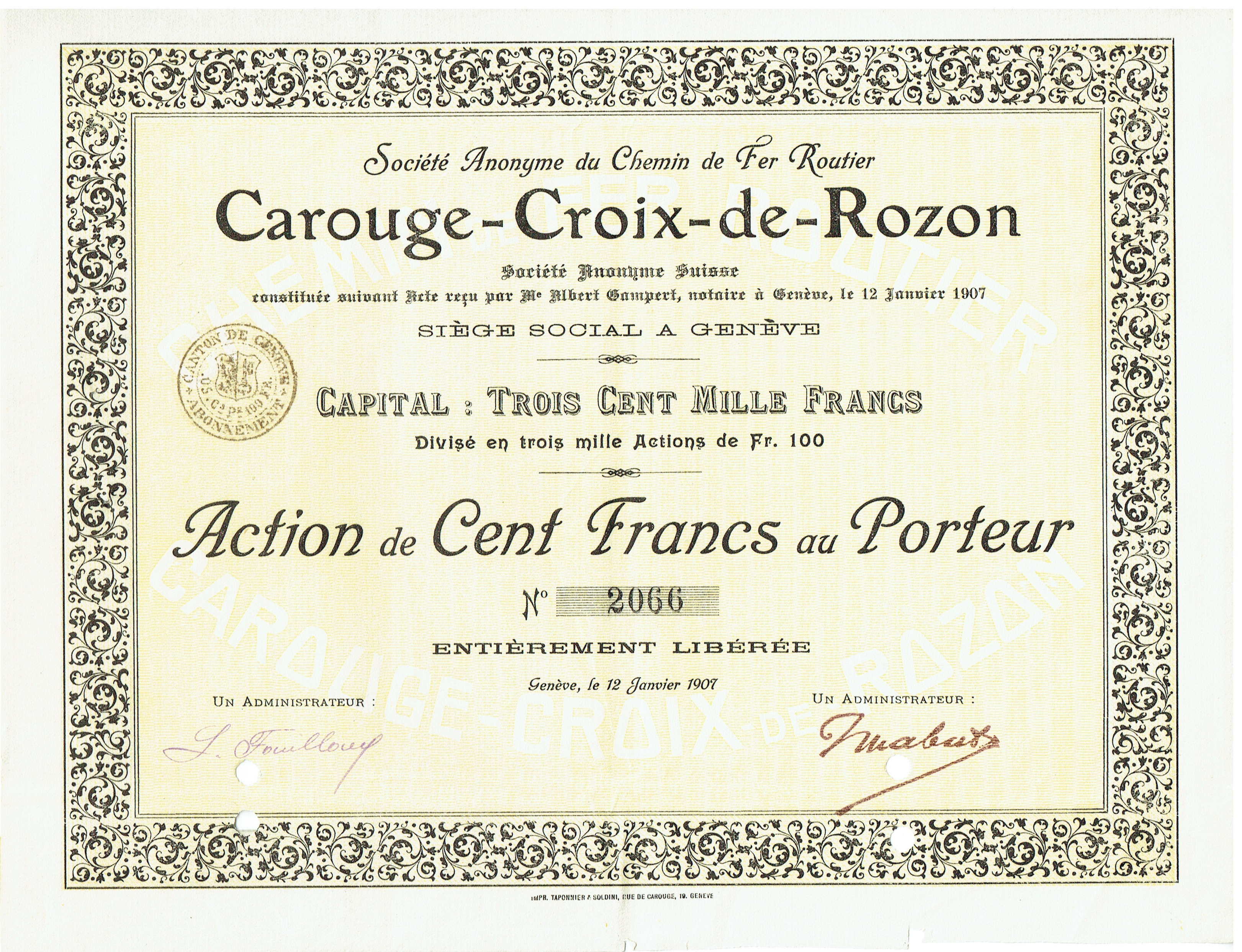
Action de la S. A. du Chemin de Fer Routier Carouge - Croix-de-Rozon en date du 12 janvier 1907.

Cette ligne est concédée à la Société anonyme du chemin de fer routier Carouge - Croix-de-Rozon, formée le 12 janvier 1907, dont le siège est situé 1 rue du Rhône à Genève. La ligne, d'une longueur de 4,5 km, est construite à voie métrique et électrifiée. 
La ligne est ouverte le 14 septembre 1907 et son exploitation est assurée par la Compagnie genevoise des tramways électriques, sous le numéro 16. Le 1er janvier 1908, elle est prolongée de 0,2 km vers Collonges-sous-Salève en France et relié au chemin de fer Genève-Veyrier. Le 15 octobre 1912, la société du chemin de fer Genève - Veyrier (GV) récupère l'exploitation de la ligne et la fusionne avec la ligne 8/GV, l'indice 16 disparaît,.
En mai 1930, la CGTE reprend l'exploitation du tronçon Carouge-Collonges-sous-Salève du GV, et donc de l'ex-ligne Carouge-Croix-de-Rozon, et l'intègre à sa ligne 12,. 
La ligne est supprimée en deux étapes : 
- le 2 septembre 1939, la section du Croix-de-Rozon à Collonges-sous-Salève disparaît en raison de la déclaration de guerre entre la France et l'Allemagne ;
- le 5 octobre 1952, la section de Carouge à Croix-de-Rozon disparaît, le tramway est alors remplacé par des autobus (la ligne H, actuelle ligne 44)[4].